# Douglas Buxton
Douglas Raymond „Doug“ Buxton (* 12. Februar 1917 in Melbourne; † 4. Juli 1984 ebenda) war ein australischer Segler.

## Erfolge
Douglas Buxton nahm zweimal an Olympischen Spielen teil. 1952 startete er in Helsinki als Crewmitglied von Jock Sturrock im Drachen und beendete die Regatta auf dem zwölften Platz. Bei den Olympischen Spielen 1956 in Melbourne trat er in der 5,5-Meter-Klasse neben Devereaux Mytton erneut als Crewmitglied von Skipper Jock Sturrock an. Die drei Australier gewannen mit ihrem Boot Buraddoo eine der sieben Wettfahrten und wurden mit 4022 Punkten und damit nur 28 Punkten Rückstand auf die zweitplatzierten Briten um Skipper Robert Perry Dritter. Olympiasieger wurde das von Lars Thörn angeführte schwedische Boot. Neben der Silbermedaille von John Scott und Rolly Tasker, die Zweite im Sharpie wurden, war dies der erste Medaillengewinn australischer Segler bei Olympischen Spielen.